# Aphodius callabonnensis
Aphodius callabonnensis là một loài bọ cánh cứng trong họ Scarabaeidae. Loài này được Blackburn miêu tả khoa học năm 1895.